# Perhentian Luas
Perhentian Luas is een bestuurslaag in het regentschap Kuantan Singingi van de provincie Riau, Indonesië. Perhentian Luas telt 2250 inwoners (volkstelling 2010).